# Château de Ballymoon
Le château de Ballymoon est un château classé monument national, situé à 3 km à l'est de Muine Bheag dans le comté de Carlow.

## Description
Le château est aujourd'hui en ruines et se compose d'une cour carrée d'environ 80 pieds de chaque côté, avec des murs d'enceinte de 20 pieds de haut en granit qui mesurent environ 8 pieds de large à la base.

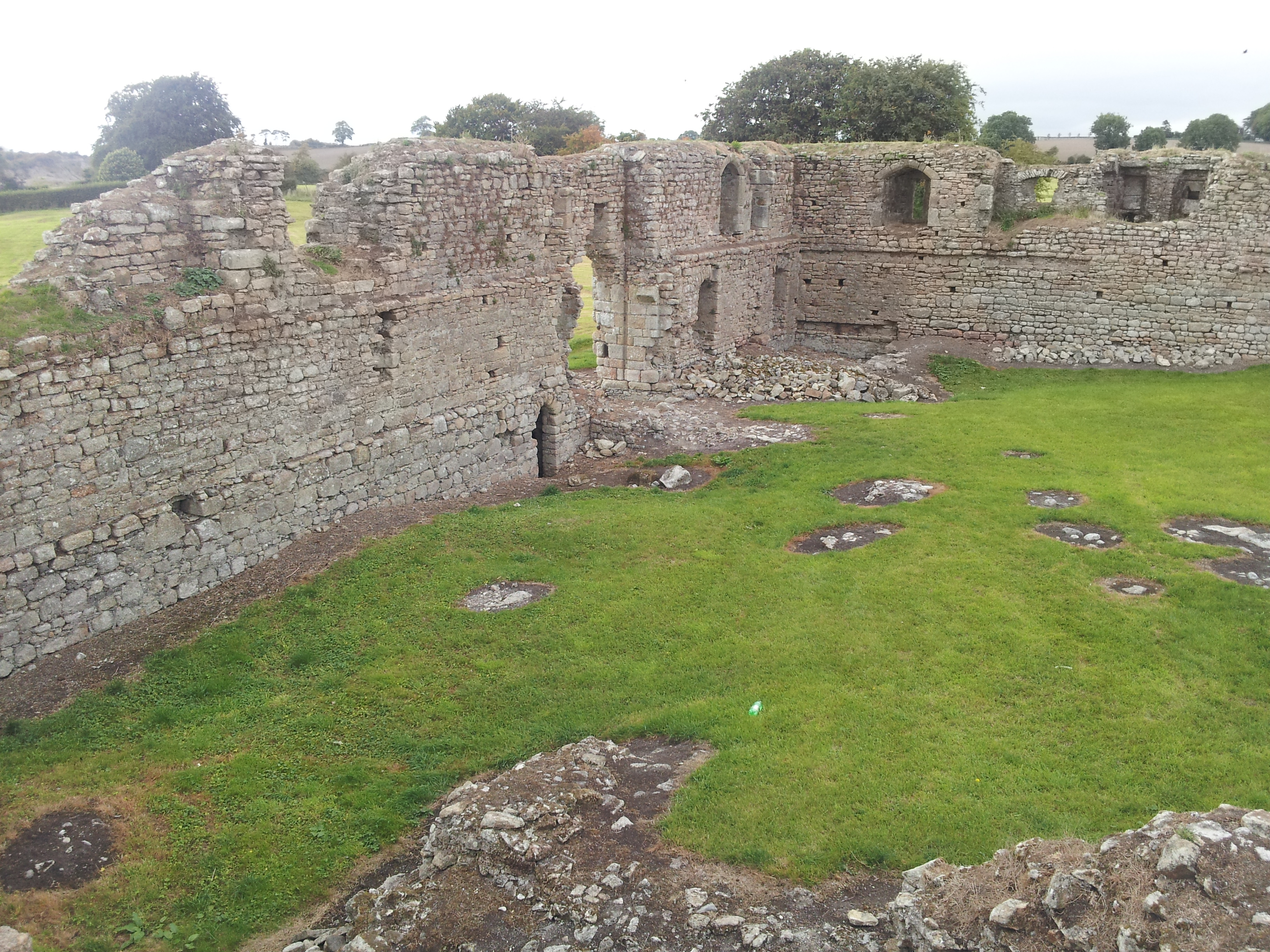
L'intérieur du château.

L'intérieur du château est ouvert, mais les murs montrent là où les portes et les cheminées étaient positionnées. La grande cheminée double sur le côté nord faisait partie de la grande salle. Il n'y a pas de traces de la structure intérieure du château en dehors des fondations, ce qui a mené à la possible conclusion que le château ne fut jamais achevé. Le mur sur le côté ouest possède une porte voûtée.
Un système de herses peut être observé sur la passerelle, et il peut y avoir eu une barbacane devant. Les murs possèdent de nombreuses meurtrières.

## Accès
Le château est ouvert au public, avec un accès par un petit pont de bois au-dessus d'un fossé. Les visiteurs peuvent explorer les murs du château au niveau du sol.

## Histoire
Le château de Ballymoon est supposé avoir été construit au XIIIe siècle ou au début du XIVe siècle. Une grande partie de l'histoire se perd dans la nuit des temps, mais il est certainement été construit par la famille Bigot, ou par la famille Carew, qui a acquis les terres des Bigot. À la fin des années 1800, le château a été acheté par Michael Sheill de Wexford qui a installé un certain nombre d'entreprises locales.

## Source
- (en) Cet article est partiellement ou en totalité issu de l’article de Wikipédia en anglais intitulé « Ballymoon Castle » (voir la liste des auteurs).